# سلاحف النينجا: الخروج من الظلال
سلاحف النينجا: الخروج من الظلال (بالإنجليزية: Teenage Mutant Ninja Turtles: Out of the Shadows)‏ هو فيلم حركة تم إنتاجه في الولايات المتحدة وصدر في سنة 2016. من بطولة ميغان فوكس وويل آرنيت ولورا ليني وستيفن أميل وتايلر بيري.

## الممثلون والشخصيات
- ميغان فوكس (بدور: أبريل أونيل)
- ويل آرنيت (بدور: فيرنون فنويك)
- لورا ليني (بدور: الرئيسة فنسنت)
- ستيفن أميل (بدور: كازي جونز)

## الميزانية والإيرادات
بلغت تكلفة إنتاج الفيلم حوالي 130 مليون دولار بينما حقق إيرادات تقدر بـ 244.6 مليون دولار.

## وصلات خارجية
- سلاحف النينجا: الخروج من الظلال على موقع IMDb (الإنجليزية)
- سلاحف النينجا: الخروج من الظلال على موقع ميتاكريتيك (الإنجليزية)
- سلاحف النينجا: الخروج من الظلال على موقع روتن توميتوز (الإنجليزية)
- سلاحف النينجا: الخروج من الظلال على موقع نتفليكس (الإنجليزية)
- سلاحف النينجا: الخروج من الظلال على موقع قاعدة بيانات الأفلام العربية
- سلاحف النينجا: الخروج من الظلال على موقع ألو سيني (الفرنسية)
- سلاحف النينجا: الخروج من الظلال على موقع Turner Classic Movies (الإنجليزية)
- سلاحف النينجا: الخروج من الظلال على موقع أول موفي (الإنجليزية)
- سلاحف النينجا: الخروج من الظلال على موقع بوكس أوفيس موجو (الإنجليزية)
- سلاحف النينجا: الخروج من الظلال على موقع فيلمافينيتي (الإسبانية)